# Pharisäer (Kaffee)

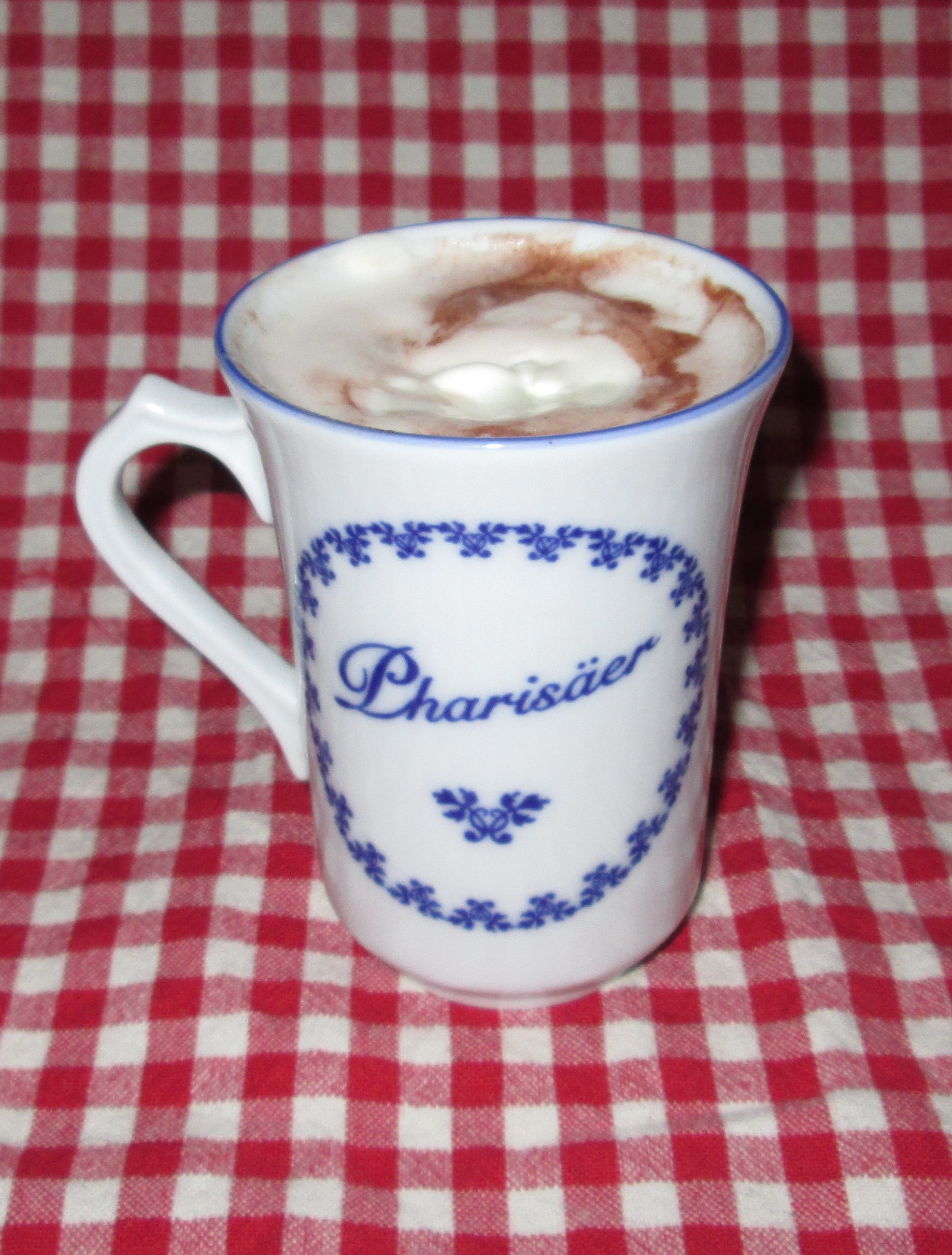
Eine Tasse Pharisäer

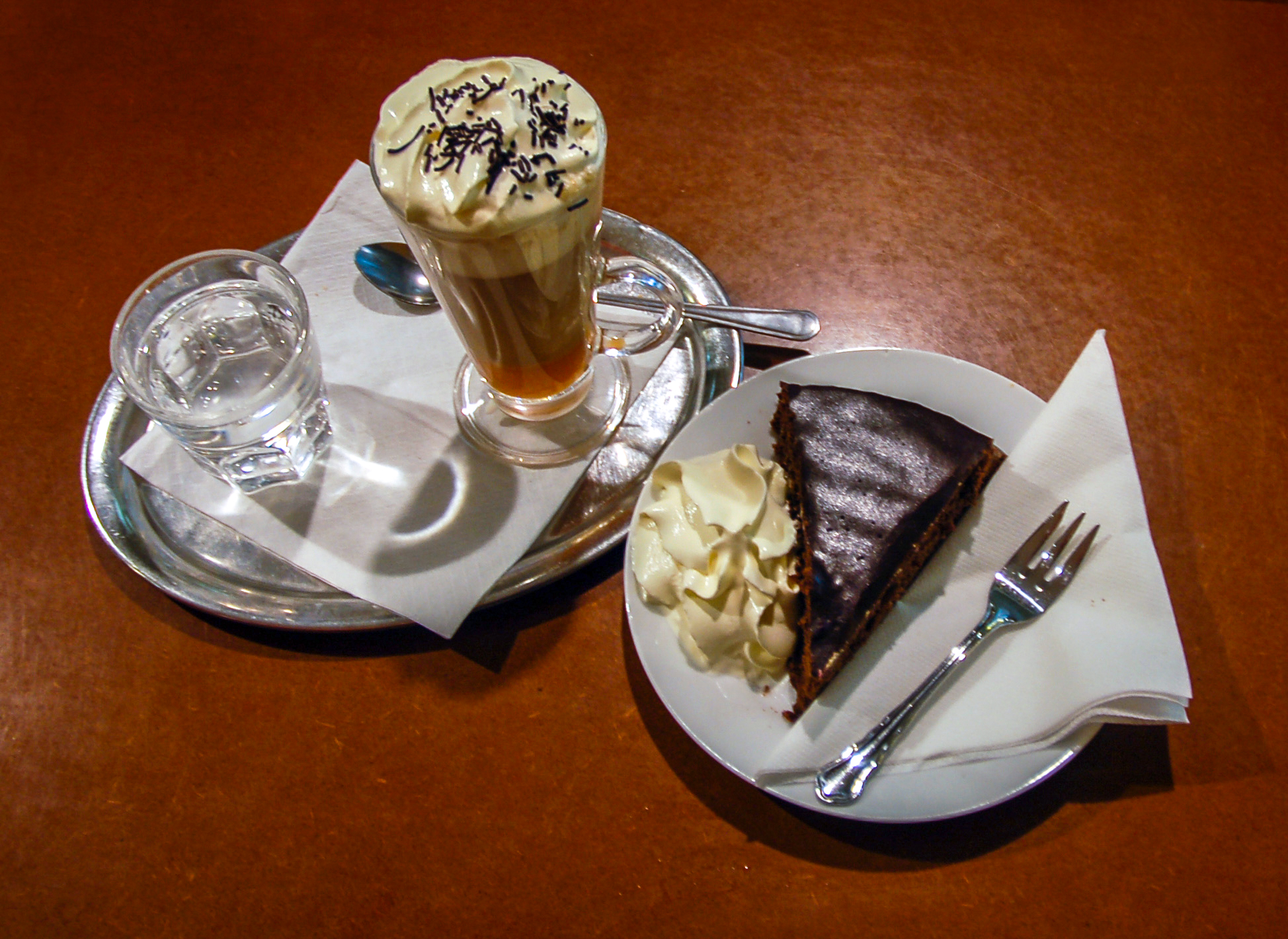
Pharisäer und Sachertorte

Ein Pharisäer ist ein alkoholisches Heißgetränk aus gesüßtem Kaffee, braunem Rum und einer Haube aus Schlagsahne. Von verwandten Kaffeegetränken wie Rüdesheimer Kaffee und Irish Coffee unterscheidet sich ein Pharisäer unter anderem durch die andere Spirituose: Rüdesheimer Kaffee wird mit Weinbrand, Irish Coffee mit Irish Whiskey zubereitet. Der Pharisäer ist an der Nordsee verbreitet.

## Zubereitung
Grundlage eines Pharisäers ist starker Kaffee, der mit Würfelzucker gesüßt und mit einem Schuss (etwa 4 cl) braunem Rum vermischt wird. Anschließend wird geschlagene Sahne darüber gegeben. 1981 urteilte das Amtsgericht Flensburg im sogenannten „Pharisäer-Streit“, dass 2 cl Rum für einen Pharisäer nicht ausreichend seien.
Der Pharisäer wird üblicherweise nicht gerührt, sondern durch die Sahne getrunken. Wer sich beim Verzehr in der Gastronomie nicht daran hält und das Getränk dennoch umrührt, kann zum Ausgeben einer Lokalrunde aufgefordert werden. Serviert wird häufig in einem besonderen Pharisäer-Gedeck, einer hohen becherartigen Tasse mit Untertasse.

## Ursprung und Legenden

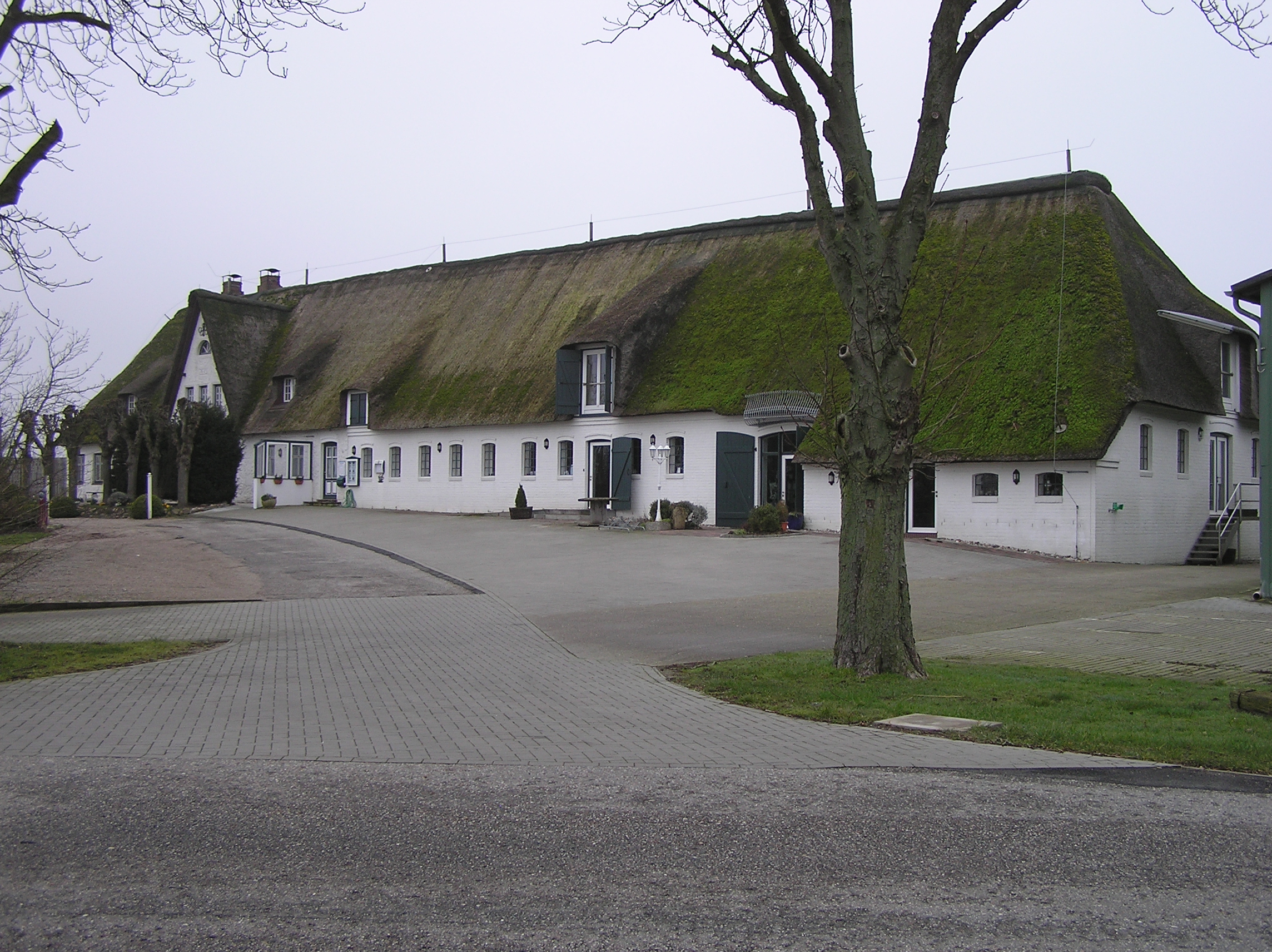
Pharisäerhof (Nordstrand), Ursprung des „Pharisäers“

Entstanden ist der Pharisäer der Überlieferung nach im 19. Jahrhundert auf der nordfriesischen Insel Nordstrand. Zu jener Zeit amtierte dort der besonders asketische Pastor Georg Bleyer. Bei den Friesen war es Brauch, in seiner Gegenwart keinen Alkohol zu trinken. Bei der Taufe des sechsten oder siebenten Kindes des Bauern Peter Johannsen bedienten sie sich einer List und bereiteten das oben beschriebene Mischgetränk zu. Die Sahnehaube verhinderte dabei, dass der Rum im heißen Kaffee verdunstete und es nach Alkohol roch. Der Pastor bekam stets einen „normalen“ Kaffee mit Sahne, aber ohne Alkohol.
Bei der Entdeckung des Sachverhalts soll er ausgerufen haben: „Oh, ihr Pharisäer!“ Damit hatte das zukünftige Nationalgetränk der Nordfriesen seinen Namen. Die Geschichte des Getränks wurde in den 1970er-Jahren von der norddeutschen Musikgruppe Godewind in einem Lied mit dem Titel Pharisäer erzählt.

## Pharisäer-Streit
Da die einzige Veröffentlichung des Urteils in der Aprilausgabe 1982 der Deutschen Richterzeitung erfolgte, ist der Pharisäer-Streit möglicherweise nur ein Aprilscherz: In einem Zivilprozess zwischen einem Gast und einem schleswig-holsteinischen Gastronomen hatte das Amtsgericht Flensburg im Jahr 1981 zu entscheiden, ob 2 cl Rum in einem Pharisäer ausreichend seien oder, wie der Gast behauptete, einen Sachmangel darstellen. Nach einer Verkostung verschiedener Mischungen mit den beteiligten Parteien in der Gaststätte von Rothenhaus nahe Flensburg kam der Richter schließlich zu dem Ergebnis, dass ein Pharisäer mit so wenig Rum „fade und ausdruckslos“ schmecke und nicht dem in der Gaststätte beworbenen „herzhaften“ Getränk mit einem „ordentlichen Schuss Rum“ entspreche, welches als „köstliches Getränk Leib und Seele erwärme“. Da der Wirt zudem eine Nachbesserung vor Ort abgelehnt hatte, war der Gast berechtigt, die Rechnung um die strittigen 7 DM für zwei mangelhafte Pharisäer zu kürzen. Die Klage des Gastwirts wurde abgewiesen.